# Cleiton Santana dos Santos
Cleiton Santana dos Santos (Taperoá, 25 de abril de 2003) é um futebolista brasileiro que atua como zagueiro. Atualmente defende o Flamengo.

## Carreira

### Flamengo
Cleiton é uma joia revelada na base do Canaã Esporte Clube onde se destacou na Copa São Paulo de Futebol Jr. no ano de 2019. Chamou a atenção do departamento de captação do Flamengo. O jovem passou por um período de avaliação de três meses, foi aprovado e chegou ao clube carioca por empréstimo. Teve bom rendimento no sub-17 e subiu ao sub-20 em 2021.
No mesmo ano, foi contratado definitivo e assinou também um contrato profissional com o Mais Querido.
Sua estreia ocorreu no Campeonato Carioca, na vitória de 2-1 contra a Portuguesa Carioca em 26 de Janeiro de 2022.
Em agosto de 2022, Cleiton teve seu contrato renovado de 2024 para 2025.[carece de fontes?]
Cleiton teve já na mira do Benfica e de vários outros clubes europeus.

## Títulos

#### Flamengo
- Copa Libertadores da América: 2022
- Copa do Brasil: 2022 e 2024
- Campeonato Carioca: 2024 e 2025[6]
- Supercopa Rei: 2025